# 聊城市
聊城市（りょうじょう-し）は、中華人民共和国山東省に位置する地級市。使われる方言は冀魯官話石済片。

## 地理
山東省の西部に位置し、徳州市、済南市、泰安市、河北省、河南省と接する。

## 歴史
1997年8月29日に設立。

## 行政区画
2市轄区・1県級市・5県を管轄する。
- 市轄区：
  - 東昌府区・茌平区
- 県級市：
  - 臨清市
- 県：
  - 高唐県・陽穀県・莘県・東阿県・冠県

| 聊城市の地図                                          |
| ----------------------------------------------------- |
| 東昌府区 茌平区 陽穀県 莘県 東阿県 冠県 高唐県 臨清市 |

### 年表
この節の出典

#### 平原省聊城専区
- 1949年10月1日 - 中華人民共和国平原省聊城専区が成立。聊城県・堂邑県・博平県・清平県・高唐県・茌平県・東阿県・寿張県・陽穀県・莘県・冠県・斉禹県・河西県・聊城城関区が発足。(13県1区)
- 1949年10月29日 - 斉禹県・河西県が山東省渤海行政区濼北専区に編入。(11県1区)
- 1950年 - 聊城城関区が聊城県に編入。(11県)
- 1952年10月24日 - 河北省邯鄲専区臨清県・館陶県・臨清鎮を編入。(13県1鎮)
- 1952年11月15日 - 平原省の分割により、山東省聊城専区となる。

#### 山東省聊城地区
- 1952年11月15日 - 平原省の分割により、平原省聊城専区が山東省聊城専区となる。(17県1鎮)
  - 平原省濮陽専区濮県・范県・朝城県・観城県を編入。
- 1953年7月2日 - 観城県・朝城県が合併し、観朝県が発足。(16県1鎮)
- 1954年8月7日 - 臨清鎮が市制施行し、臨清市となる。(1市16県)
- 1956年2月24日 - 徳州専区徳州市・夏津県・武城県・徳県・平原県・禹城県・恩県・斉河県を編入。(2市23県)
- 1956年3月6日 (2市17県)
  - 濮県が范県に編入。
  - 博平県が茌平県に編入。
  - 恵民専区徳平県の一部が徳県に編入。
  - 恩県が平原県・武城県・夏津県に分割編入。
  - 観朝県が范県・莘県・寿張県に分割編入。
  - 堂邑県が聊城県・冠県に分割編入。
  - 清平県が高唐県・臨清県に分割編入。
  - 范県の一部が寿張県に編入。
- 1956年5月 - 泰安専区長清県の一部が斉河県に編入。(2市17県)
- 1958年4月18日 (2市17県)
  - 臨清県の一部が館陶県に編入。
  - 斉河県の一部が泰安専区歴城県に編入。
- 1958年11月 (2市24県)
  - 泰安専区東平県・平陰県・肥城県、恵民専区商河県・臨邑県・楽陵県・済陽県を編入。
  - 平原県の一部が徳州市に編入。
- 1958年12月20日 (3市12県)
  - 聊城県が市制施行し、聊城市となる。
  - 莘県が冠県・范県に分割編入。
  - 館陶県が冠県に編入。
  - 臨清県が臨清市に編入。
  - 陽穀県が寿張県に編入。
  - 東阿県が寿張県・茌平県に分割編入。
  - 禹城県が高唐県・斉河県に分割編入。
  - 徳県が徳州市・平原県に分割編入。
  - 楽陵県が商河県に編入。
  - 済陽県が臨邑県に編入。
  - 平陰県が東平県に編入。
  - 武城県が夏津県に編入。
- 1960年1月4日 - 商河県が楽陵県に改称。(3市12県)
- 1960年3月28日 (3市11県)
  - 東平県の一部が分立し、済南市平陰県となる。
  - 東平県の残部が済寧専区汶上県に編入。
  - 済南市長清県の一部が肥城県に編入。
- 1960年4月2日 (3市8県)
  - 肥城県が済南市に編入。
  - 楽陵県・臨邑県が淄博専区に編入。
- 1961年9月28日 - 徳州市・斉河県・平原県・夏津県が徳州専区に編入。(2市5県)
- 1961年10月5日 (2市9県)
  - 高唐県の一部が分立し、徳州専区禹城県となる。
  - 范県・冠県の各一部が合併し、莘県が発足。
  - 冠県の一部が分立し、館陶県が発足。
  - 寿張県の一部が分立し、陽穀県が発足。
  - 茌平県・寿張県の各一部が合併し、東阿県が発足。
- 1963年3月16日 (11県)
  - 聊城市が県制施行し、聊城県となる。
  - 臨清市が県制施行し、臨清県となる。
- 1964年2月29日 (10県)
  - 范県の一部が莘県に編入。
  - 范県が河南省安陽専区に編入。
  - 寿張県の一部が河南省安陽専区范県に編入。
- 1964年6月16日 (10県)
  - 莘県の一部(前任屯村・後任屯村)が河南省安陽専区南楽県に編入。
  - 河南省安陽専区南楽県の一部(楊寨村・東節村・寨節村)が莘県に編入。
- 1964年10月31日 - 寿張県が陽穀県、河南省安陽専区范県に分割編入。(9県)
- 1965年3月12日 (8県)
  - 館陶県の一部が臨清県・冠県に分割編入。
  - 館陶県が河北省邯鄲専区に編入。
  - 臨清県の一部が分立し、河北省邢台専区臨西県となる。
- 1967年2月 - 聊城専区が聊城地区に改称。(8県)
- 1983年8月30日 (2市6県)
  - 聊城県が市制施行し、聊城市となる。
  - 臨清県が市制施行し、臨清市となる。
- 1997年8月29日 - 聊城地区が地級市の聊城市に昇格。

#### 聊城市
- 1997年8月29日 - 聊城地区が地級市の聊城市に昇格。(1区1市6県)
  - 聊城市が区制施行し、東昌府区となる。
- 2019年6月27日 - 茌平県が区制施行し、茌平区となる。(2区1市5県)

## 交通
- 鉄道
  - 京九線（北京市 - 香港紅磡駅）
  - 邯済線（中国語版）（邯鄲市 - 済南市）
  - 済鄭高速鉄道（中国語版）（済南市 - 鄭州市）
- 道路
  - 済館高速道路